# Eugen-Marius Constantinescu
Eugen-Marius Constantinescu (n. 1 august 1943) este un fost senator român în legislatura 2000-2004 ales în județul Buzău pe listele PRM. În cadrul activității sale parlamentare, Eugen-Marius Constantinescu a fost membru în grupurile parlamentare de prietenie cu Republica Arabă Egipt și Republica Argentina. Eugen-Marius Constantinescu a înregistrat 133 de luări de cuvânt în 99 de ședințe parlamentare și a fost membru în comisia pentru cultură, artă și mijloace de informare în masă.

## Legături externe
- Eugen-Marius Constantinescu Arhivat în 17 august 2016, la Wayback Machine. la cdep.ro

1. ↑  https://www.senat.ro/legis/PDF/2003/03L529CA.pdf?nocache=true